# Adolf Bastian
Adolf Philipp Wilhelm Bastian (Bremen, 26 juni 1826 – Port of Spain, 2 februari 1905) was een negentiende-eeuwse arts, ontdekkingsreiziger, schrijver en homo universalis.

## Levensloop
Bastian werd geboren in Bremen, destijds een deelstaat van de Duitse Bond, in een welvarende Duitse familie van kooplieden. Hij studeerde rechten aan de Ruprecht Karls Universiteit in Heidelberg en biologie aan de huidige Humboldt Universiteit te Berlijn, de Friedrich Schiller Universiteit in Jena en de Universiteit van Würzburg. Op deze laatste universiteit volgde hij colleges bij Rudolf Virchow en raakte hij geïnteresseerd in etnologie. In 1850 promoveerde hij in de medicijnen in Würzberg.
Bastian werd scheepsarts en begon aan een achtjarige reis die hem rond de wereld voerde. Dit was de eerste van wat een kwart eeuw reizen zou worden. Hij keerde in 1859 terug naar Duitsland en schreef een verslag van zijn reizen samen met een driedelig werk, getiteld Der Mensch in der Geschichte (1860), dat een van zijn bekendste werken werd.
In 1861 ondernam hij een vierjarige reis naar Zuidoost-Azië. Zijn verslag van deze reis, Die Völker des östlichen Asien (1866-1871), telt zes delen.
Hij verhuisde in 1866 naar Berlijn, waar hij in 1869 lid werd van de Academie van Wetenschappen Leopoldina. Samen met Robert Hartmann (1832-1893) richtte hij in 1869 het etnologische en antropologische tijdschrift Zeitschrift für Ethnologie (ZfE) op.
In 1873 was hij een van de oprichters en de eerste directeur van het Volkenkundig Museum te Berlijn. De verzameling etnografische artefacten van dit museum werd in de decennia daarna een van de grootste ter wereld.
In de jaren 1870 verliet Bastian Berlijn en reisde hij opnieuw veel door Afrika en de Nieuwe Wereld. In 1886 werd hij gekozen als lid van de American Philosophical Society.
Hij overleed in 1905 in Port of Spain, Trinidad en Tobago, tijdens een van deze reizen.

## Invloed
Bastian wordt herinnerd vanwege zijn bijdragen aan de ontwikkeling van de etnografie en antropologie. Zijn theorie van de Elementargedanke leidde tot de ontwikkeling van de theorie van archetypen door Carl Jung. Zijn ideeën hadden verder een vormende invloed op Franz Boas en Joseph Campbell.